# Adolf Bouchal
Adolf Bouchal (14. září 1902 – ???) byl český a československý poválečný politik Československé strany národně socialistické a poslanec Ústavodárného Národního shromáždění.

## Biografie
Po parlamentních volbách v roce 1946 byl zvolen poslancem Ústavodárného Národního shromáždění za národní socialisty. Mandát ale získal až dodatečně v lednu 1948 jako náhradník poté, co zemřel poslanec František Langr. V parlamentu setrval formálně do konce funkčního období, tedy do voleb do Národního shromáždění roku 1948.